# Robert W. Malone

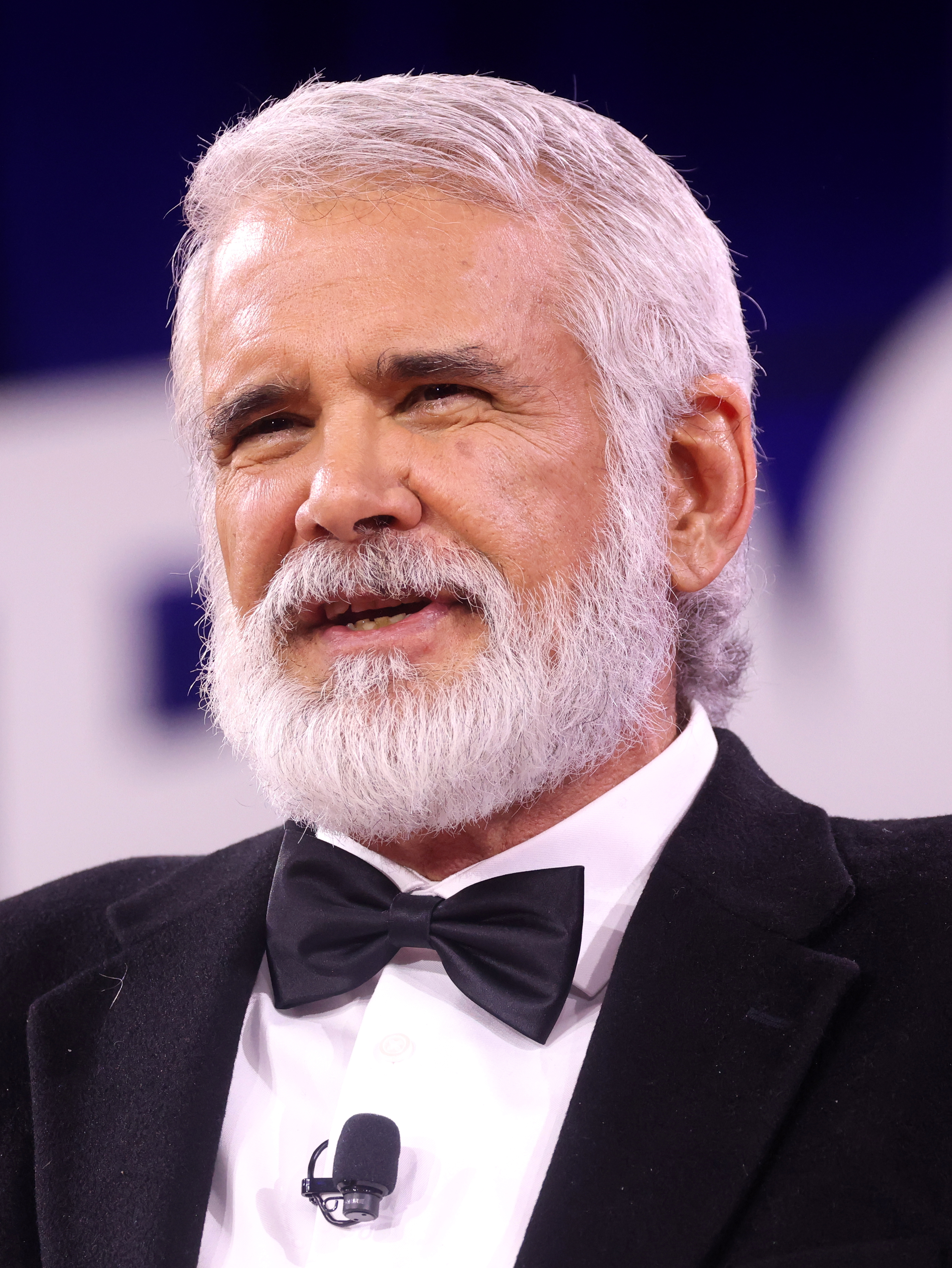
Robert Malone (2025)

Robert Wallace Malone (* 1959) ist ein US-amerikanischer Virologe, Immunologe und Molekularbiologe. Er ist Ko-Autor von Pionierstudien zur Entwicklung der Lipofektion mit mRNA, einer wesentlichen Technik bei späteren RNA-Impfstoffen. Seit 2021 verbreitet er Falschinformationen zur COVID-19-Pandemie, besonders zur Sicherheit und Wirksamkeit der bis dahin entwickelten SARS-CoV-2-Impfstoffe.

## Ausbildung und Berufstätigkeiten
Malone studierte Medizin an der Northwestern University mit dem Abschluss eines MD, war Postdoktorand in klinischer Forschung an der Harvard University und erhielt seine Facharztausbildung in Pathologie an der University of California, Davis. 1989 promovierte Malone am Salk Institute for Biological Studies in La Jolla. 1991 bis 1997 war er Assistant Professor in der Abteilung medizinische Pathologie an der University of California, Davis und 1997 bis 2000 Assistant Professor an der University of Maryland Medical School (Baltimore). 2000 war er einer der Gründer der Firma Intradigm (später von Silence Technologies übernommen), die Therapeutika auf Basis von RNA-Interferenz entwickelte. In den 2000er Jahren arbeitete er in verschiedenen Pharmafirmen an der Entwicklung von Impfstoffen, zum Beispiel 2006 bis 2008 als Direktor für die klinische Entwicklung eines Influenza-Impfstoffs bei Solvay Pharmaceuticals und 2010 bis 2013 als Medical Director für Impfstoffe bei der Beardsworth Consulting Group. 2009 bis 2013 war er Adjunct Associate Professor an der Kennesaw State University. Derzeit (2021) lebt Malone in Madison (Virginia) und leitet eine eigene Beraterfirma.

## Forschungsbeiträge
Malone verfasste 1989 als Doktorand am Salk-Institut mit zwei weiteren Autoren eine bahnbrechende Studie. Diese beschrieb erstmals, wie der Bau von Proteinen in einer Fremdzelle angestoßen werden kann. Damit bestärkte die Studie damalige Hoffnungen zur Gentherapie. Malone hatte experimentell mRNA in Fettkügelchen (Liposomen) gemischt und so im Labor Zellen dazu gebracht, ein bestimmtes Protein zu produzieren. Kurz darauf gelang ihm dies in Froschembryos. Die Studie gilt als erste wissenschaftliche Veröffentlichung zu den grundlegenden Prinzipien von RNA-Impfstoffen, die 2020 zu Impfstoffen gegen die Erkrankung mit COVID-19 weiterentwickelt wurden.
Malone wirkte an einer Folgearbeit mit, die ursprünglich nur zur Kontrolle der Übertragung mittels Liposomen dienen sollte. Sie zeigte jedoch, dass auch ungeschützte („nackte“) mRNA, die direkt in die Muskelzellen von Mäusen injiziert wurde, über einige Tage Proteinherstellung in Zellen auslösen kann.
Danach wechselte Malone das Forschungsgebiet und arbeitete nicht weiter in dieser Forschungsrichtung. Die entscheidenden Patente verblieben bei seiner arbeitgebenden Firma, die sie später weiterverkaufte. An den Patenten war auch Philip Felgner beteiligt. Er war damals Chefwissenschaftler der von ihm gegründeten Firma Vical und wurde später Leiter des Zentrums für Impfstoffentwicklung an der University of California, Irvine.
2016 war Malone an der Entwicklung von Gegenmaßnahmen und Therapien für Erkrankungen durch das Zika-Virus beteiligt. Er gründete mit anderen die private Firma Atheric Pharmaceuticals, um Gelder für die Forschung auf diesem Gebiet zu sammeln, und sagte vor dem Kongress aus, als es um die Finanzierung von staatlicher Seite ging.
2020 leitete Malone das Pharma-Unternehmen Alchem Laboratories Corporation und war mit seiner Firma an Forschung beteiligt, die die Eignung von Famotidin (in den USA: Pepcid) zur Behandlung von COVID-19 prüfen sollte.
Ab Frühjahr 2021 beschuldigte Malone verschiedene Medien und die Wissenschaftlerin Katalin Karikó, sie hätten seinen entscheidenden Beitrag zur Entwicklung der mRNA-Impfstoffe gegen COVID-19 wissentlich verschwiegen. In den Patenten zum mRNA-Verfahren ab 1989 sei sein Name unterschlagen und er um den Lohn seiner Arbeit gebracht worden, während andere davon reich geworden seien. In einem Interview verglich er das vorgeworfene Verhalten mit einer „Vergewaltigung“. Die damaligen Institute und Wissenschaftler, die die Patente angemeldet hatten, wiesen Malones Vorwürfe zurück und bezeichneten sie in einem Artikel der Zeitschrift Nature als „Nonsens“. Malone schrieb am 1. Juni 2021 in einer Mail an Karikó, dass sie sich gegenüber Medien als Urheberin der Impfstoffe bezeichne, werde „nicht gut ausgehen.“ In weiteren Mails bekräftigte er: „Ich war der Erste (…) Das kann nicht bestritten werden.“ Auf seiner Homepage bezeichnet er sich selbst als „Erfinder der mRNA-Impfstoffe (und DNA-Impfstoffe)“, ohne die übrigen Beteiligten und Schritte zur Impfstoffentwicklung zu erwähnen.
Der Gründer des Scripps Research Translational Institute Eric Topol wies Malones Anspruch im Juli 2021 als „pseudowissenschaftlich“ zurück, weil wesentliche Durchbrüche gerade bei der Entwicklung der mRNA-Impfstoffe durch Zusammenarbeit vieler Forscher und in vielen Teilschritten erreicht wurden, nicht durch Einzelne, und viele Beteiligte dabei unbekannt blieben.

## Falschangaben zu COVID-19-Impfstoffen
Bis 2021 war Malone in der breiten Öffentlichkeit unbekannt. Seit Juni 2021 trat er in rechtsgerichteten Medien und Shows als strikter Gegner der COVID-19-Impfstoffe hervor und erhielt dadurch bis Dezember 2021 mehr als 500.000 Follower auf Twitter. Nach Eigenangaben war er im Februar 2020 an COVID-19 erkrankt und ließ sich später mit dem Impfstoff von Moderna gegen Nachwirkungen impfen. Dies habe seine Symptome von Long Covid jedoch verschlimmert.
Am 13. Juni 2021 warnte Malone in einem weit verbreiteten Podcast mit dem Biologen Bret Samuel Weinstein und dem Impfskeptiker Steve Kirsch   vor angeblichen Nebenwirkungen der mRNA-basierten COVID-19-Impfstoffe: Die durch sie erzeugten Spike-Glykoproteine würden sich im Körper verbreiten und dort erhebliche Schäden anrichten, etwa Fehlgeburten auslösen. Die Medien würden Warnungen davor verschweigen. Dazu berief sich Malone auf den kanadischen Professor Byram Bridle, dessen Thesen durch Faktenchecks schon mehrfach entkräftet wurden. Laut befragten Immunbiologen, Immunologen, Biochemikern und Virologen bilden sich Spikeproteine bei der intramuskulären Impfung hauptsächlich in Muskelzellen, sind als Transmembranproteine nicht frei beweglich und werden dort den T-Zellen des Immunsystems vorgeführt, können also nicht frei durch den Körper wandern und Gefäße zerstören. Reste von Spikeprotein im Blutplasma werden nach wenigen Stunden großenteils wieder ausgeschieden. Verbleibende körperfremde Reste außerhalb der Injektionsstelle wären nicht unbedingt giftig oder schädlich, sondern werden in aller Regel vom Immunsystem eingefangen und entfernt. Ihre Menge wäre viel zu gering für schädliche Nebenwirkungen. Die angeblichen Folgeschäden hätten schon bei Geimpften weltweit sichtbar werden müssen. Stattdessen zeigte sich während der Impfkampagnen eine hohe Wirksamkeit und Sicherheit der mRNA-Impfstoffe, auch für Schwangere. Nach Studien der Centers for Disease Control and Prevention (CDC) in den USA, des Royal College of Obstetricians and Gynaecologists (RCOP) in Großbritannien und in sechs anderen Staaten erhöhten die zugelassenen Impfstoffe das Risiko weder für Fehlgeburten noch Früh- oder Totgeburten oder Anomalien bei Neugeborenen. Behörden wie die Europäische Arzneimittel-Agentur (EMA), der britische National Health Service (NHS) und das deutsche Paul-Ehrlich-Institut (PEI) dokumentieren Impfnebenwirkungen laufend und transparent. Zahlreiche Medien berichten über eingetretene Fälle.
Auch die Food and Drug Administration (FDA) der USA widersprach Malones Angaben. In Faktenchecks von Reuters und Politifact entkräfteten Experten Malones Behauptung, die Spikeproteine seien zellschädigend (zytotoxisch) und würden außerhalb der Impfstelle selbst „biologisch aktiv“. Vielmehr schädigten sie die Zelle nicht und seien gegenüber dem Virusprotein so modifiziert, dass sie auf der Zelloberfläche der sie produzierenden Zelle blieben. Die wenigen Spikeproteine, die die Zellen an der Impfstelle verließen, würden von Leberenzymen abgebaut.
Im Juni 2021 verlinkte Malone auf Twitter eine Studie, die zeigen sollte, dass die Impfstoffe anteilig bei zwei von drei geimpften und so geretteten Personen tödlich wirken. Das Journal, das die Studie veröffentlicht hatte, erklärte diese Schlussfolgerung später als  unzutreffend und zog die Studie dann ganz zurück.
In der Washington Times vom 5. August 2021 behaupteten Malone und Peter Navarro, ein früherer Wirtschaftsberater des abgewählten US-Präsidenten Donald Trump: Die laufende Impfkampagne unter Joe Biden sei fehlgeleitet und tödlich. Sie werde ein Wettrennen der Evolution um impfresistente Virusvarianten erzeugen. Dem widersprachen die Immunologen und Epidemiologen Angéline Rouers, Dale Fisher und Emma Hodcroft: Jedes Virus könne mutieren, solange es sich ausbreiten könne. Jede Immunität in der Bevölkerung, auch die durch Infektionen, werde den Selektionsdruck für das Virus erhöhen, die Immunität zu umgehen. Vermehrtes Impfen erzeuge keine Mutationen, sondern sei im Gegenteil entscheidend, um die Varianten des Sars-COV-2-Virus zu stoppen. Diese waren alle 2020 vor Beginn der Impfkampagnen entstanden.
Das Risiko von Nebenwirkungen der Impfstoffe sei weitaus geringer als das der Krankheit, zumal deren langfristige Folgen schon bekannt und wahrscheinlich geworden seien. Gerade um Risikogruppen dauerhaft zu schützen, sei die möglichst rasche Herdenimmunität durch Impfen auch der gesunden Bevölkerungsteile nötig. Malones Sorgen seien unbelegte und haltlose Angstmache. Der Artikel sei voreingenommen, inkorrekt und irreführend.
In rechtsgerichteten Medien stellte sich Malone stets als Erfinder der Covidimpfstoffe dar, schürte Zweifel an deren Sicherheit und beklagte zugleich angebliche Versuche, abweichende Meinungen zu zensieren. Dem Fox-News-Kommentator Tucker Carlson sagte er, die Öffentlichkeit habe zu wenig Informationen, um zu entscheiden, ob man sich impfen lassen solle. Dem Talkshowmoderator Glenn Beck sagte er, Anreize zum Impfen seien unethisch. Dem Impfgegner Del Bigtree sagte er, die Wirkung der Impfstoffe auf weibliche Eierstöcke sei zu wenig erforscht. Im August 2021 behauptete Malone in einem Interview mit Steve Bannon, einem früheren Berater von Donald Trump: Die mRNA-Impfstoffe von Pfizer und Moderna würden Infektionen mit Covid-19 verschlimmern. Der Chefvirologe der US-Regierung Anthony Fauci werde die Impfkampagne eines Tages einstellen und zum großen Fehler erklären. Damit stützte Malone eine laufende Verleumdungskampagne gegen Fauci. Später behauptete er, laut einem ungenannten israelischen Wissenschaftler habe Pfizer mit Israels Regierung vereinbart, zehn Jahre lang keine Nebenwirkungen seiner Impfstoffe bekannt zu geben. Tatsächlich hatte Israels Gesundheitsministerium jedoch vor seltenen Fällen von Myokarditis nach Impfungen gewarnt. Malone wurde daher vorgeworfen, mit seiner medizinischen Autorität den von rechten Interessengruppen geführten Kampf gegen die Impfkampagne zu beflügeln, seit die Pandemie vor allem Ungeimpfte betraf. Er unterminiere das Vertrauen in eben jene Impfstoffe, die nach seinen Angaben nur durch seine Forschung ermöglicht wurden.
In der Radioshow des Fox-News-Moderators Sean Hannity behauptete Malone fälschlich, die Impfstoffe hätten eine Menge von Superspreadern erzeugt, so dass in Wahrheit die Geimpften die Ungeimpften gefährdeten.
Auf Mediennachfragen betonte Malone, er sei kein Impfgegner, sondern warne nur vor Impfrisiken, weil er die verkürzten Zulassungsprozesse kenne. Aus seiner Sicht hätten die Impfstoffe nicht die nötigen Tests durchlaufen. Als Arzt würde er die Impfstoffe nur für „ältere, krankhaft fettleibige, immungeschwächte und andere Hochrisikogruppen“ einsetzen und alle anderen ausnehmen, besonders alle Minderjährigen. Damit widersprach er deutlich den Einschätzungen der weitaus meisten Wissenschaftler und einer Empfehlung vieler Gesundheitsorganisationen in den USA, alle Bürger ohne Gegenindikation ab dem Alter von 12 Jahren zu impfen.
Ende September 2021 verbreitete Malone auf Twitter einen Text, in dem Covid-19 als Teil einer Verschwörung globaler Eliten bezeichnet und behauptet wurde, Impfstoffe machten das Virus tödlicher. In einem Podcast mit Steve Bannon erklärte Malone, er habe mit Hilfe von IT-Spezialisten „die großen Medien- und Techkonzerne“ daran hindern können, eine Videokonferenz von Impfgegnern in Rom zu blockieren. Verschwörungsideologen zur Coronapandemie zitierten diese Aussagen.
Ab 14. Dezember 2021 behauptete Malone in einem zuerst auf Twitter, dann auch anderen Plattformen weit verbreiteten Video: Die Spikeproteine der mRNA-Impfstoffe würden bei Kindern bleibende Schäden in Gehirn, Nervensystem, Herz, Blutgefäßen und Fortpflanzungssystem sowie Blutgerinnsel und gefährliche Veränderungen des Immunsystems verursachen. Sie würden somit eventuell auch folgenden Generationen schaden. Mit Corona infizierte Kinder könnten ihre Eltern und Großeltern nicht anstecken. Daher biete die mRNA-Impfung von Kindern keinen Vorteil. Die Risiken der mRNA-Impfstoffe seien erst nach fünf Jahren einschätzbar. Damit widersprach er erneut den Impfempfehlungen der CDC und auch denen der Stiko in Deutschland. Von der Agence France-Presse befragte Experten wie Peter Murray, Paul Offit, Deborah Greenhouse, Alexandra Yonts, Torben Schiffner und Martin Moder erklärten dazu:
- Das menschliche Immunsystem entfernt körperfremde Stoffe wie die Spikeproteine. Weder deren Menge noch ihre Ausbreitung im Körper und deren Dauer reichen für toxische Wirkungen aus.
- Der mRNA-Impfstoff erzeugt keine giftigen Spikeproteine und Organschäden: Dazu fehlt jeder Hinweis bei Versuchstieren und den Millionen Menschen inklusive den Kindern weltweit, die unter strengen Sicherheitsüberwachungen und Datenerhebungen bereits mit den mRNA-Impfstoffen geimpft worden sind.
- Abgesehen von der angestrebten Immunantwort verändern oder unterdrücken die Impfstoffe das erworbene Immunsystem nicht und bewirken keine unumkehrbaren Schäden daran. Sie können auch die Gene oder DNA der Geimpften nicht verändern, weil (so das französische Institut national de la santé et de la recherche médicale) sich ihre Boten-RNA direkt an die Ribosomen richtet, ohne den Zellkern zu passieren.
- Schwere Nebenwirkungen wie Herzmuskel- oder Herzbeutelentzündung traten nur sehr selten und dann nur kurzfristig und vorübergehend auf. Sie lösten sich von selbst auf. Dies ist keine direkte Folge der Spikeproteine, sondern wahrscheinlich des ererbten Immunsystems. Bei den bislang fünf nach der Impfung verstorbenen deutschen Kindern konnte das Paul-Ehrlich-Institut keine ursächlichen Zusammenhänge zur Impfung feststellen.
- Laut den CDC, dem European Centre for Disease Prevention and Control (ECDC) und der Bundeszentrale für gesundheitliche Aufklärung (BZgA) können Kinder und Jugendliche sowohl ihre eigene Altersgruppe als auch Erwachsene mit Covid-19 anstecken. Dies geschah in vielen Fällen tatsächlich. Das genaue Ausmaß der Infektiosität bei Kindern wurde jedoch noch zu wenig studiert.
- Die mRNA-Impfung bringt bei der Nutzen-Risiko-Abwägung auch für Kinder ab fünf Jahren eindeutige Vorteile und hat sich bereits als sicher und wirksam für sie erwiesen. Bei 12- bis 15-Jährigen erwies sich etwa Comirnaty zu 100 % als wirksam. Dagegen starben bis Ende 2021 in den USA rund 1000 (meist von ungeimpften Erwachsenen angesteckte) Minderjährige an Covid-19, zehntausende mussten im Krankenhaus dagegen behandelt werden.
- Die Basistechnologie der Boten-RNA wurde seit mehr als dreißig Jahren erprobt und weiterentwickelt, so dass die Covidimpfstoffe bei qualitativ gleichbleibenden Sicherheitsniveaus rasch zugelassen werden konnten. Erst nach Jahren auftretende Spätfolgen sind unwahrscheinlich, weil die Immunantwort schon nach zwei Wochen abnimmt und Komplikationen fast immer in den ersten zwei Monaten auftreten. Daher genügt die zweimonatige Beobachtung einer großen Versuchsgruppe, um mögliche Langzeitschäden abschätzen zu können. Malones Behauptungen sind daher nachweislich falsch oder unbelegt.[15]

In einem Interview mit Fox-News-Moderatorin Laura Ingraham am 17. Dezember 2021 behauptete Malone, weder die doppelte Impfung noch die Booster-Impfung schütze gegen die Virusvariante Omikron. Experten von der Johns Hopkins Bloomberg School of Public Health, der University of Chicago und der University of California wiesen Malones Aussagen als unwahr und irreführend zurück und verwiesen auf empirische Daten, wonach die bisherigen Impfstoffe zwar weniger gegen Ansteckung mit Omikron, jedoch weiterhin vor schweren Krankheitsverläufen und Tod schützen.
Am 29. Dezember 2021 sperrte Twitter Malones Benutzerkonto wegen wiederholten Verstößen gegen die Richtlinien zu COVID-19-Fehlinformationen. Kurz darauf wiederholte er seine bekannten Falschangaben in einem langen Interview mit Radiomoderator Joe Rogan. Zudem verglich er die Pandemiebekämpfung in den USA mit einer gezielt geschürten „Massen-Formations-Psychose“. Diese habe auch die Deutschen in den 1920er und 1930er Jahren beherrscht. Deren Aufmerksamkeit sei auf einen Führer fokussiert worden, um das NS-Regime an die Macht zu bringen. So würden die US-Bürger heute durch die Angst vor der Pandemie buchstäblich hypnotisiert, um sie sonstwohin zu führen. Mit dem in der Wissenschaft unbekannten Ausdruck “Mass formation psychosis” kombinierte Malone das Wort „Massenformation“, das in der Massenpsychologie für Mob-Entstehung steht, mit der Krankheit „Psychose“, die Realitätsverlust beinhaltet. Was seine Diagnose mit Impfstoffen zu tun hatte und welche „Führer“ er meinte, blieb unklar. Er behauptete, die US-Regierung sei bei der Pandemiebekämpfung „außer Kontrolle“, „gesetzlos“, missachte Bioethik völlig, sie habe alle ihm bekannten ethischen Regeln gebrochen, ihre Zulassungsmandate für einen „experimentellen“ Impfstoff seien illegal, widersprächen dem Nürnberger Kodex und dem Belmont-Bericht. Belege und Gründe dafür nannte er nicht. Dass die FDA die Covid-19-Impfstoffe nach der Notfallzulassung anerkannt hatte, erwähnte er nicht. Kritisiert wurde, dass die Ablehnung der nötigen Impfungen angesichts der bis dahin 800.000 Coronatoten in den USA und die Verbreitung von Desinformation wie der von Malone weit eher Realitätsverlust und blinde Führergefolgschaft zeige.
Ferner behauptete Malone in jenem Interview unzutreffend, das Vaccine Adverse Event Reporting System zeige eine „Explosion von Impfstoff-verbundenen Todesfällen“; Krankenhäuser erhielten finanzielle Anreize, um jeden Unfall als Coronatodesfall auszugeben; der indische Bundesstaat Uttar Pradesh habe COVID-19 präventiv mit Ivermectin besiegt, aber mit den USA vereinbart, das nicht bekanntzugeben; Geimpfte würden sich leichter mit der Omikron-Variante anstecken als Ungeimpfte. Er stellte anlasslos in Frage, dass Präsident Joe Biden sich vor laufender Kamera wirklich mit Impfstoff habe impfen lassen.
Am 31. Dezember 2021 veröffentlichte Malone das Interview auf YouTube. Daraufhin sperrte und löschte YouTube das Video wegen der darin enthaltenen Falschinformationen. Auch auf Linkedin wurden Malones Videos gesperrt. Impfskeptiker werteten das als Beweis für ihre Verschwörungstheorien. Roger Köppel, der Verleger der Schweizer Zeitung Die Weltwoche, klagte, Malone, ein „hochdekorierter“ Wissenschaftler, sei „gecancelt“ worden.
Am 1. Januar 2022 trat Malone auf der verschwörungsideologischen Plattform InfoWars auf. Diese gab an, er habe einen Plan des Great Reset aufgedeckt. Am 3. Januar 2022 bei Laura Ingraham auf Fox News beschrieb Malone die Sperren seiner Konten und Videos als koordinierten Unterdrückungsversuch, der seine These einer „Massenformationspsychose“ bestätigt habe. Sein Interview mit Joe Rogan wurde jedoch auf Plattformen wie Facebook, TikTok und Gettr ungehindert weiterverbreitet, etwa vom früheren Trump-Berater Sebastian Gorka, der Gründerin des rechtsgerichteten Vereins America's Frontline Doctors Simone Gold und dem Abgeordneten Troy Nehls (Republikanische Partei in Texas). Malone wird vor allem von Impfgegnern und Impfskeptikern gefeiert und oft als vermeintlicher Experte zitiert. Für den Impfstoffentwickler Paul Offit war er bis zu seinen Falschbehauptungen ein „legitimer Wissenschaftler“. Er gilt als Beispiel für eine Reihe ausgebildeter Mediziner, die ihre Fachkenntnisse missbrauchen, um gefährlichen Falschinformationen Glaubwürdigkeit zu verleihen.

## Mitglied des Advisory Committee on Immunization Practices
Im Juni 2025 entließ der  US-Gesundheitsminister Robert F. Kennedy Jr. wegen angeblicher Korruption alle Mitglieder des Advisory Committee on Immunization Practices (Impfkommission) der US-Gesundheitsbehörde Centers for Disease Control and Prevention und ersetzte sie durch Gegner von Coronamaßnahmen und Impfskeptiker als neue Impfberater, darunter Malone.

## Schriften (Auswahl)
- Robert W. Malone, P. L. Felgner, I. M. Verma: Cationic liposome-mediated RNA transfection. In: Proceedings of the National Academy of Sciences of the United States of America, Band 86, Nr. 16, August 1989, S. 6077–6081
- J. A. Wolff, Robert W. Malone, P. Williams, W. Chong, G. Acsadi, A. Jani, P. L. Felgner: Direct gene transfer into mouse muscle in vivo, Science, Band 247, 1990, S. 1465–1468
- V. J. Dwarki, Robert W. Malone, Inder M. Verma: Cationic liposome-mediated RNA transfection, Methods in Enzymology, Band 217, 1993, S. 644–654
- Stella Somiari, Jill Glasspool-Malone, Joseph J. Drabick, Richard A. Gilbert, Richard Heller, Mark J. Jaroszeski, Robert W. Malone: Theory and in vivo application of electroporative gene delivery, Molecular Therapy, Band 2, 2000, S. 178–187

Beteiligung an US-Patenten:
- P. L. Felgner, J. A. Wolff, G. H. Rhodes, R. W. Malone, D A. Carson: Delivery of exogenous DNA sequences in a mammal, US Patent 5,580,859, 1996
- P. L. Felgner, J. A. Wolff, G. H. Rhodes, R. W. Malone, D A. Carson: Induction of a protective immune response in a mammal by injecting a DNA sequence, US Patent 5,589,466, 1996
- P. L. Felgner, J. A. Wolff, G. H. Rhodes, R. W. Malone, D A. Carson: Generation of antibodies through lipid mediated DNA delivery, US Patent 5,703,055, 1997